# Ambassadeur des États-Unis au Royaume-Uni
Le poste d’ambassadeur des États-Unis au Royaume-Uni (anciennement ministre ou envoyé extraordinaire, formellement ambassadeur à la Cour de St James) est traditionnellement l'un des plus prestigieux du service extérieur des États-Unis, du fait de la « relation spéciale » entre les États-Unis et le Royaume-Uni.
Ce poste d'ambassadeur a été occupé par de nombreuses personnalités politiques d'envergure, cinq d'entre elles ayant été élues par la suite à la présidence des États-Unis : John Adams, James Monroe, John Quincy Adams, Martin Van Buren et James Buchanan.
L'ambassadeur et le personnel diplomatique travaillent à l'ambassade des États-Unis située à Grosvenor Square, à Londres. La résidence officielle de l'ambassadeur est Winfield House, dans Regent's Park.

## Liste des ambassadeurs des États-Unis au Royaume-Uni

### Ministres plénipotentiaires à la Cour de St James, 1785-1811
- John Adams (1785–1788)
- Thomas Pinckney (1792–1796)
- Rufus King (1796–1803)
- James Monroe (1803–1807)
- William Pinkney (1808–1811)

De 1811 à la fin de la guerre de 1812, le chargé d'affaires Jonathan Russell était chef de la mission des États-Unis à Londres. Les relations diplomatiques furent rétablies en 1815.

### Envoyés extraordinaires et Ministres plénipotentiaires à la Cour de St. James, 1815-1893
- John Quincy Adams (1815–1817)
- Richard Rush (1818–1825)
- Rufus King (1825–1826)
- Albert Gallatin (1826–1827)
- James Barbour (1828–1829)
- Louis McLane (1829–1831)
- Martin Van Buren (1831–1832)
- De 1832 à 1836, le chargé d'affaires Aaron Vail représente les intérêts américains.
- Andrew Stevenson (1836–1841)
- Edward Everett (1841–1845)
- Louis McLane (1845–1846)
- George Bancroft (1846–1849)
- Abbott Lawrence (1849–1852)
- Joseph R. Ingersoll (1852–1853)
- James Buchanan (1853–1856)
- George Mifflin Dallas (1856–1861)
- Charles Francis Adams, Sr. (1861–1868)
- Reverdy Johnson (1868–1869)
- John Lothrop Motley (1869–1870)
- Robert C. Schenck (1871–1876)
- Edwards Pierrepont (1876–1877)
- John Welsh (1877–1879)
- James Russell Lowell (1880–1885)
- Edward John Phelps (1885–1889)
- Robert Todd Lincoln (1889–1893)

### Ambassadeurs extraordinaires et plénipotentiaires à la Cour de St James, depuis 1893
- Thomas F. Bayard, Sr. (1893–1897)
- John Hay (1897–1898)
- Joseph Choate (1899–1905)
- Whitelaw Reid (1905–1912)
- Walter Hines Page (1913–1918)
- John W. Davis (1918–1921)
- George Brinton McClellan Harvey (1921–1923)
- Frank Billings Kellogg (1924–1925)
- Alanson B. Houghton (1925–1929)
- Charles Dawes (1929–1931)
- Andrew Mellon (1932–1933)
- Robert Worth Bingham (1933–1937)
- Joseph Patrick Kennedy (1938–1940)
- John G. Winant (1941–1946)
- William Averell Harriman (1946)
- Lewis W. Douglas (1947–1950)
- Walter S. Gifford (1950–1953)
- Winthrop W. Aldrich (1953–1957)
- John Hay Whitney (1957–1961)
- David K. E. Bruce (1961–1969)
- Walter Annenberg (1969–1974)
- Elliot Richardson (1975–1976)
- Anne Armstrong (1976–1977)
- Kingman Brewster, Jr. (1977–1981)
- John J. Louis, Jr. (1981–1983)
- Charles H. Price II (1983–1989)
- Henry E. Catto, Jr. (1989–1991)
- Raymond G. H. Seitz (1991–1994)
- William J. Crowe, Jr. (1994–1997)
- Philip Lader (1997–2001)
- William Stamps Farish III (2001-2004)
- Robert H. Tuttle (2005-2009)
- Louis Susman (2009–2013)
- Matthew Barzun (2013-2017)
- Woody Johnson (2017-2021)
- Jane D. Hartley (2022-2025)
- Warren Stephens (en) (depuis 2025)